# For Auld Lang Syne
For Auld Lang Syne è un cortometraggio del 1939 diretto da Burk Symon (con il nome Burke Symon). Il quarto di una serie prodotta per raccogliere fondi a favore del Will Rogers Memorial Hospital di Saranac, nello stato di New York.

## Trama
Lo scrittore Robert E. Sherwood confronta Will Rogers ad Abramo Lincoln, presentando anche un brano filmato con due scene tratte dal suo Abe Lincoln in Illinois, lo spettacolo messo in scena al Plymouth Theatre e interpretato da Raymond Massey. Deanna Durbin e Spencer Tracy partecipano facendo appello ai donatori.

## Produzione
Il film fu prodotto dalla Will Rogers Memorial Commission. Le majors hollywoodiane si sono alternate nella produzione di questi cortometraggi nel corso degli anni, facendoli uscire in sala il 20 aprile di ogni anno. L'edizione del 1939 fu prodotta nei Fox Movietone Studios di New York con il supporto della Eastman House, la Dupont-Pathe e la Filmex-Gevaert per la pellicola.

## Distribuzione
Distribuito dalle otto majors di Hollywood, la Columbia Pictures, MGM, Paramount Pictures, RKO Radio Pictures, Twentieth Century Fox Film Corporation, United Artists, Universal Pictures e Warner Bros. Pictures, il film uscì nelle sale cinematografiche USA il 20 aprile 1939.